# 15599 Richardlarson
15599 Richardlarson è un asteroide della fascia principale. Scoperto nel 2000, presenta un'orbita caratterizzata da un semiasse maggiore pari a 2,4161925 UA e da un'eccentricità di 0,1035672, inclinata di 3,65421° rispetto all'eclittica.